# جائزة جنوب إفريقيا الكبرى 1965
جائزة جنوب أفريقيا الكبرى 1965 هو سباق فورمولا 1 أقيم بتاريخ 1 يناير 1965 في حلبة الأمير جورج، جنوب أفريقيا. كان الأول من أصل 10 في بطولة العالم لسباقات الفورمولا واحد موسم 1965. حلّ البريطاني جيم كلارك أولا بينما جاء البريطاني جون سورتيس في المركز الثاني وحصل على المركز الثالث البريطاني غراهام هيل.